# Mirjan
Mirjan je moško osebno ime.

## Izvor imena
Ime Mirjan je različica ženskega osebnega imena Mirjana.

## Pogostost imena
Po podatkih Statističnega urada Republike Slovenije je bilo na dan 31. decembra 2007 v Sloveniji število moških oseb z imenom Mirjan: 144.